# Resolució 1675 del Consell de Seguretat de les Nacions Unides
La Resolució 1675 del Consell de Seguretat de les Nacions Unides, adoptada per unanimitat el 28 d'abril de 2006 després de reafirmar totes les resolucions anteriors del Sàhara Occidental, en particular la Resolució 1495 (2003) Resolució 1541 (2004) i Resolució 1634 (2005) el consell va ampliar el mandat de la Missió de Nacions Unides pel Referèndum al Sàhara Occidental (MINURSO) per dos mesos fins al 31 d'octubre de 2006.

## Resolució

### Observacions
El Consell de Seguretat va reafirmar la necessitat d'una solució duradora i mútua per al problema del Sàhara Occidental que proporcionaria l'autodeterminació de la població del territori. Tant el Marroc com el Front Polisario i els estats regionals van ser convidats a cooperar amb les Nacions Unides per posar fi a l'impasse polític i arribar a una solució a la disputa de llarg termini.

### Actes
Es va demanar a totes les parts que respectessin els acords militars aconseguits amb la MINURSO pel que fa a un alto el foc. Es va demanar als Estats membres que consideressin contribuir a mesures de foment de la confiança per facilitar un major contacte personal, com ara visites familiars. El mandat de la MINURSO es va ampliar i el secretari general Kofi Annan fou instruït a informar sobre la situació al Sàhara Occidental. A més, també va rebre instruccions per assegurar un major compliment de la política de tolerància zero en l'explotació sexual entre el personal de la MINURSO.